# Espen Lind
Espen Lind (Tromsø, 13 de maio de 1971) é um cantor, compositor, multi-instrumentista e produtor musical norueguês. Considerado um dos principais nomes da música nórdica, ele faz parte da dupla de produtores Espionage.
Lind é conhecido internacionalmente pelo hit "When Susannah Cries" de 1998, além de já ter composto para diversos artistas, tais como Beyoncé, Taylor Swift, Chris Brown, Leona Lewis, Jessica Simpson, Ne-Yo, Jordin Sparks e a banda Train. Ele também é famoso como mentor na versão norueguesa do programa The Voice.

## Biografia
Lind cresceu em Tromsø, uma cidade na costa da Noruega. Ele é o mais velho de cinco irmãos, tendo duas irmãs e outros dois irmãos.
Aos 5 anos, Espen começou a estudar música, tendo aprendido aos 7 anos a tocar piano e aos 9 anos a tocar violão. Ele escreveu sua primeira música ao 11 anos, e aos 14 já fazia parte de uma banda local.

### Anos 1990
Em 1993, Espen foi para Los Angeles, nos Estados Unidos, para tentar a carreira profissional de cantor. Após ser rejeitado por diversas gravadoras, ele retornou um ano mais tarde à Noruega, sem nenhum êxito. No entanto, com a ajuda de seus parentes conseguiu montar um estúdio em casa, onde começou a gravar suas primeiras canções.
Seu primeiro álbum Mmm... Prepare to be Swayed foi lançado em 1995 com o nome artístico de Sway. Após o relativo êxito do disco na Noruega, onde vendeu cerca de 5 mil cópias, Lind foi contratado pela Universal Music e lançou o álbum Red em 1997. 
O primeiro single deste novo trabalho foi a música "Baby You're So Cool". No entanto, foi com a canção "When Susannah Cries" que Lind emplacou na parada norueguesa e, posteriormente, nas paradas de todo o mundo, no ano de 1998.
O álbum foi mixado em Los Angeles pelo produtor Bob Rosa, que trabalhou com grandes nomes da música pop como Michael Jackson, Mariah Carey e Madonna. O CD vendeu cerca de 100 mil cópias na Noruega e 500 mil em todo o mundo. 
No final de 1998, Espen se apresentou no Concerto Anual do Prêmio Nobel, realizado em Oslo.

### Anos 2000
Em 2000, o cantor lançou o álbum This Is Pop Music, antecipado pelo single "Black Sunday". Apesar do sucesso deste e dos singles "Life Is Good" e "Where The Lost Ones Go", um dueto com a cantora norueguesa Sissel, o disco não chegou a repetir o êxito internacional de vendas do seu antecessor.
Entre 2001 e 2004, Espen compôs e produziu músicas para diversos artistas noruegueses e internacionais. No final de 2004, ele retomou a carreira de cantor com o single "Unloved". A música permaneceu por 6 semanas consecutivas no topo da parada nórdica e marcou seu retorno com o álbum April, lançado no começo de 2005. Ainda neste mesmo ano, Espen e a cantora Lene Marlin escreveram a música "Venn", em ajuda às vítimas do tsunami na Ásia. 
No ano de 2006, Lind esteve em turnê pelo seu país com os cantores Kurt Nilsen, Alejandro Fuentes e Askil Holm. Desta parceria saiu o CD e DVD Hallelujah Live, que atingiu o topo de vendas na Noruega. Espen também compôs a música "Irreplaceable", interpretado pela cantora norte-americana Beyoncé, que se tornou single mais vendido do ano nos Estados Unidos.
O sexto trabalho do cantor saiu em junho de 2008, intitulado Army of One. O primeiro single deste álbum foi "Scared of Heights", que foi lançado nas rádios norueguesas em 25 de abril e chegou ao topo da parada nórdica. Entre outubro e novembro de 2008, Lind fez sua primeira turnê solo pela Noruega desde 1995. No ano seguinte, o cantor recebeu o prêmio de Artista do Ano no Spellemannsprisen, conhecido como o Grammy norueguês.
Em março de 2009, foi anunciado o lançamento do álbum Hallelujah Live Vol. 2 e da nova turnê do cantor com Nilsen, Fuentes e Holm. O primeiro single deste trabalho foi um cover da canção "With or Without You" do U2, que garantiu o mais um hit #1 do cantor na parada norueguesa.

#### Produtor
Espen obteve um considerável sucesso produzindo e compondo para outros artistas, mais notadamente como coautor dos hits "Irreplaceable" de Beyoncé e "With You" de Chris Brown. Em ambas canções ele também atuou como músico, tocando guitarra.
Junto com o produtor Amund Bjørklund, Espen abriu o estúdio Espionage em Oslo e Nova Iorque, onde fizeram músicas para artistas como Jessica Simpson, Ne-Yo, Elliott Yamin, Jordin Sparks e o "Take That" Mark Owen, além de produzirem diversas bandas e cantores noruegueses.

### Anos 2010
Em 2010, outra composição de Espen atingiu as primeiras posições da Billboard Hot 100, a canção "Hey, Soul Sister", feita para a banda Train. No mesmo ano, canções dele entraram no álbum de estreia do cantor Lee DeWyze, vencedor do programa American Idol. 
Em 2011, Espen compôs uma das músicas do novo álbum da banda Selena Gomez & The Scene, a faixa "Middle of Nowhere". Em 2012, o artista produziu o décimo álbum da banda folk norueguesa Vamp, intitulado Liten fuggel, que chegou ao primeiro lugar na parada musical do seu país.
Em 2013, Lind produziu o novo álbum da cantora norueguesa Lene Marlin. Entre 2013-14 e 2015-16, ele esteve como mentor nas primeiras temporadas da versão norueguesa do programa de televisão The Voice. Ainda em 2016, o cantor esteve trabalhando em novos álbuns de outros artistas nórdicos, e abriu um novo estúdio da produtora Espionage, em Los Angeles, nos Estados Unidos. Ele também participou como jurado na versão norueguesa do programa The Stream.
Em outubro de 2018, Espen saiu em uma turnê com a cantora norueguesa Ingebjørg Bratland, como parte de um projeto de novos arranjos, compostos por ele, para antigos hinos noruegueses. As apresentações ocorreram em igrejas e catedrais na Noruega, com a participação de outros músicos. Em seguida, o single da música "Nærmere deg, min Gud" foi lançado digitalmente. 
No mês de dezembro, foi confirmado que a turnê com Bratland se estenderia pelos meses de fevereiro a abril de 2019. Em 22 de fevereiro de 2019, foi lançado o álbum completo da parceria entre os dois cantores, intitulado Til alle tider. Ao mesmo tempo, Lind anunciou a retomada de sua parceria com os cantores Kurt Nilsen, Alejandro Fuentes e Askil Holm, divulgando uma nova turnê com eles, que teve lugar entre final de maio e setembro do mesmo ano, com mais de 20 apresentações pela Noruega.

### Anos 2020
Em outubro de 2020, foi confirmado que Espen estaria de volta ao painel de jurados da versão norueguesa do The Voice, na nova temporada em 2021. O programa estreou no mês de janeiro, com Lind e outros dois novos jurados. No começo de março, ele se apresentou no barco MS Bjørvika, uma arena flutuante de shows em Oslo.
Entre 2022 e 2023, Lind esteve concentrado em seus trabalhos como produtor musical e como jurado no The Voice norueguês, tendo realizado poucos concertos em seu país, sendo em setembro de 2023 o maior deles. Em 1 de janeiro de 2024, Espen revelou ter mixado e produzido o novo álbum da cantora Ingebjørg Bratland, lançado no mesmo dia, em uma nova parceria com a artista. Na mesma semana, o cantor estreou uma nova temporada como mentor no The Voice, exibido pelo canal TV 2 (Noruega).
Ainda em 2024, Lind fez sua estreia no teatro musical, interpretando Pôncio Pilatos na versão norueguesa da ópera rock britânica Jesus Cristo Superstar. As apresentações se estenderam até os primeiros meses de 2025, assim como sua participação no programa The Voice. No mês de março, Espen revelou ser o compositor da trilha sonora da série norueguesa Requiem for Selina, gravada com a Norwegian Radio Orchestra. O álbum foi disponibilizado em todas as principais plataformas de streaming.

## Discografia
Para mais informações, ver Discografia de Espen Lind.

### Álbuns
- 1997: Red
- 2000: This Is Pop Music
- 2005: April
- 2006: Hallelujah Live (com Nilsen, Fuentes e Holm)
- 2008: Army of One
- 2009: Hallelujah Live - Volume 2 (com Nilsen, Fuentes e Holm)
- 2019: Til alle tider (com Ingebjørg Bratland)

### Principais Compactos
- 1997: When Susannah Cries
- 1998: Lucky For You
- 2000: Black Sunday
- 2001: Where The Lost Ones Go (dueto com Sissel)
- 2002: Life Is Good
- 2004: Unloved
- 2005: Million Miles Away
- 2006: Hallelujah (com Nilsen, Fuentes e Holm)
- 2008: Scared of Heights
- 2009: With or Without You (com Nilsen, Fuentes e Holm)
- 2018: Nærmere deg, min Gud (com Ingebjørg Bratland)

## Composições de destaque
Para mais informações, ver Lista de canções compostas por Espen Lind.

### ComTrain (banda)
- "Hey, Soul Sister" – (#3 Billboard Hot 100)
- "Angel in Blue Jeans"  – (#8 Billboard Adult Pop Songs)
- "Drive By" – Train (#10 Billboard Hot 100)
- "Mermaid" – Train (#12 Billboard Adult Pop Songs)
- "50 Ways to Say Goodbye" – Train (#20 Billboard Hot 100)

### Com outros artistas
- "Irreplaceable" - Beyoncé (#1 Billboard Hot 100)
- "With You" - Chris Brown (#2 Billboard Hot 100)
- "The Last Goodbye" - Atomic Kitten (UK #2)
- "Come Back To Me" – David Cook – (#6 Billboard Hot Adult Top 40 Tracks)
- "I Need a Girl" – Trey Songz (#6 Billboard Hot R&B/Hip-Hop Songs)
- "The Very First Night" - Taylor Swift (#18 Billboard Hot 100)
- "Underdog" - Jonas Brothers
- "Angel" – Leona Lewis
- "Go On Girl" - Ne-Yo (#1 Billboard 200 - álbum Because Of You)
- "One Word" - Elliott Yamin (#3 Billboard 200 - álbum Elliott Yamin)
- "I Don't Wanna Care" - Jessica Simpson (#5 Billboard 200 - álbum A Public Affair)
- "Now You Tell Me" - Jordin Sparks (#10 Billboard 200 - álbum Jordin Sparks)
- "Just For The Record" - Jordin Sparks (#10 Billboard 200 - álbum Jordin Sparks)
- "I Will Be With You" - Sarah Brightman & Paul Stanley

## Ligações Externas
- IMDb - Espen Lind(em inglês)
- Allmusic.com - Espen Lind(em inglês)
- Instragam - @EspenLind(em norueguês)